# Sinkiewicze (stacja kolejowa)
Sinkiewicze (biał. Сінкевічы, ros. Сенкевичи) – stacja kolejowa pomiędzy miejscowościami Sinkiewicze i Łutawień, w rejonie łuninieckim, w obwodzie brzeskim, na Białorusi. Leży na linii Homel - Łuniniec - Żabinka.
Przed II wojną światową istniał w tym miejscu przystanek kolejowy o nazwie Sienkiewicze.